# 希皮洛夫站
希皮洛夫站（羅馬化：Shipilovskaya）是莫斯科地鐵柳布林諾－德米特羅夫線的一個車站，開通於2011年12月2日。站名取自於車站附近的希皮洛夫街。

## 外部連結
- （俄文） Official website of Moscow Metro